# Konvářka (usedlost na Smíchově)
Konvářka je bývalá viniční usedlost v Praze 5-Smíchově v ulici Na Konvářce, na východním svahu Dívčích hradů. Je chráněna jako kulturní památka České republiky.

## Historie
Původní vinice Kantorka měla velikost 32 strychů a v polovině 15. století ji držel Jan ze Žatce řečený Kantor. Bývaly při ní usedlost a věž, které stály před vinohradem, pod vinicí pak menší rybníky. Po zrušení rybníků před rokem 1488 vznikla na jejich místě štěpnice.
16 strychů z vinice Kantorky získala roku 1507 Dorota Konvová. O 6 strychů se pozemky rozrostly po roce 1580, kdy k nim byla připojena vinice Knoflíčka majitele Jana Malého řečeného Knoflíček. Spojenou vinici po čase majitel rozdělil na 4 díly, od roku 1615 byla opět spojena.
Pod názvem Konvářka je vinice s usedlostí doložena roku 1654. Další její majitelé, křižovníci s červenou hvězdou, ji drželi již před rokem 1840. V té době se usedlost skládala ze tří budov: z obytného stavení, stáje a stodoly.
20. století
Obytná budova usedlosti byla počátkem 20. století přestavěna architektem Kořínkem na patrovou vilu s mansardovou střechou, na severu a západě obklopenou zahradou (roku 1929 dispozičně upravena pro křižovníky).
Stodola se sedlovou střechou, která původně stála samostatně, prošla později také stavební úpravou a sloužila jako atelier, z bývalých stájí stojících před průčelím hlavní budovy jsou byty a dílny.
Obytná budova si dochovala vzhled z 2. poloviny 18. století s barokními prvky. Na zahradě je původní pumpa.
Zajímavosti
V atelieru tvořila od počátku 70. let 20. století svá díla Eva Kmentová.